# فقد النحاس

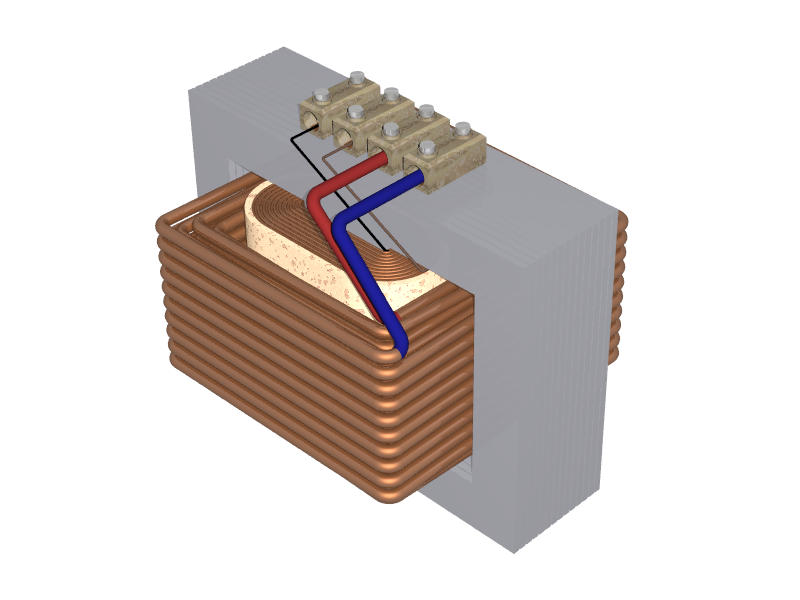
محول اللحام

فقد النحاس (Copper loss) هو مصطلح يطلق في كثير من الأحيان على الحرارة الناتجة عن التيار الكهربائي في الموصلات للفات المحولات أو أجهزة كهربائية أخرى. وفقد النحاس هو نقل الطاقة غير المرغوب فيها، على أنه عمليات فقد نحاس، الذي ينتج عن التيار المنتج في المكونات المجاورة. ينطبق عليها هذا المصطلح بغض النظر عما إذا كانت اللفات من موصل نحاس أو آخر مثل الألومنيوم. ومن ثم يفضل في كثير من الأحيان مصطلح فقدان اللفة. وهناك مصطلح ذو صلة، فقد الحمل وهو مصطلح وثيق الصلة ولكنه ليس متطابقًا، حيث أن المحول غير المحمل يعاني من فقد بعض اللفات.
يُشار أيضًا إلى فقد النحاس الناتج عن طريقة جول للتسخين وغيرها على أنها "خسائر تربيعية"، نزولاً على قانون جول الأول. وهذا يوضح أن الطاقة المفقودة في كل ثانية أو قدرة، تزداد على أنها مربع التيار عن طريق اللفات بما يتناسب مع المقاومة الكهربية للموصلات.
{\displaystyle {\mbox{Copper Loss}}=I^{2}R}
حيث (I) هو التيار المار في الموصل و(R) هي مقاومة الموصل. يقاس التيار بـالأمبير ومقاومته بالأوم، ولاحتساب فقد الطاقة يكون بـالوات.
وفي حالة التيارات عالية التردد، يتأثر فقد اللفات بـالتأثير المجاور والتأثير في البشرة ولا يمكن احتسابها بسهولة.
التطبيقات ذات الترددات المنخفضة، يمكن خفض فقد الطاقة عن طريق توظيف الموصلات لمساحة مقطع عرضي كبير، مصنوع من المعادن ذات المقاومة المنخفضة.
ضمن تدابير أخرى، يمكن تحسين كفاءة استخدام الطاقة الكهربائية لـمحرك الحث الصناعي النموذجي عن طريق الحد من الخسائر الكهربائية في لفات العضو الثابت (على سبيل المثال، عن طريق زيادة مساحة المقطع العرضي للموصل وتحسين تقنية اللف واستخدام مواد ذات توصيلات كهربائية عالية، مثل النحاس).

## وصلات خارجية
- Reduction of copper losses نسخة محفوظة 25 يوليو 2011 على موقع واي باك مشين.